# 已沉没战列巡洋舰列表
- 红色符号表示战列巡洋舰沉没位置。
- 绿色符号表示战列巡洋舰改装成航空母舰后沉没位置。
- 黄色符号表示战列巡洋舰改装成高速战列舰后沉没位置。

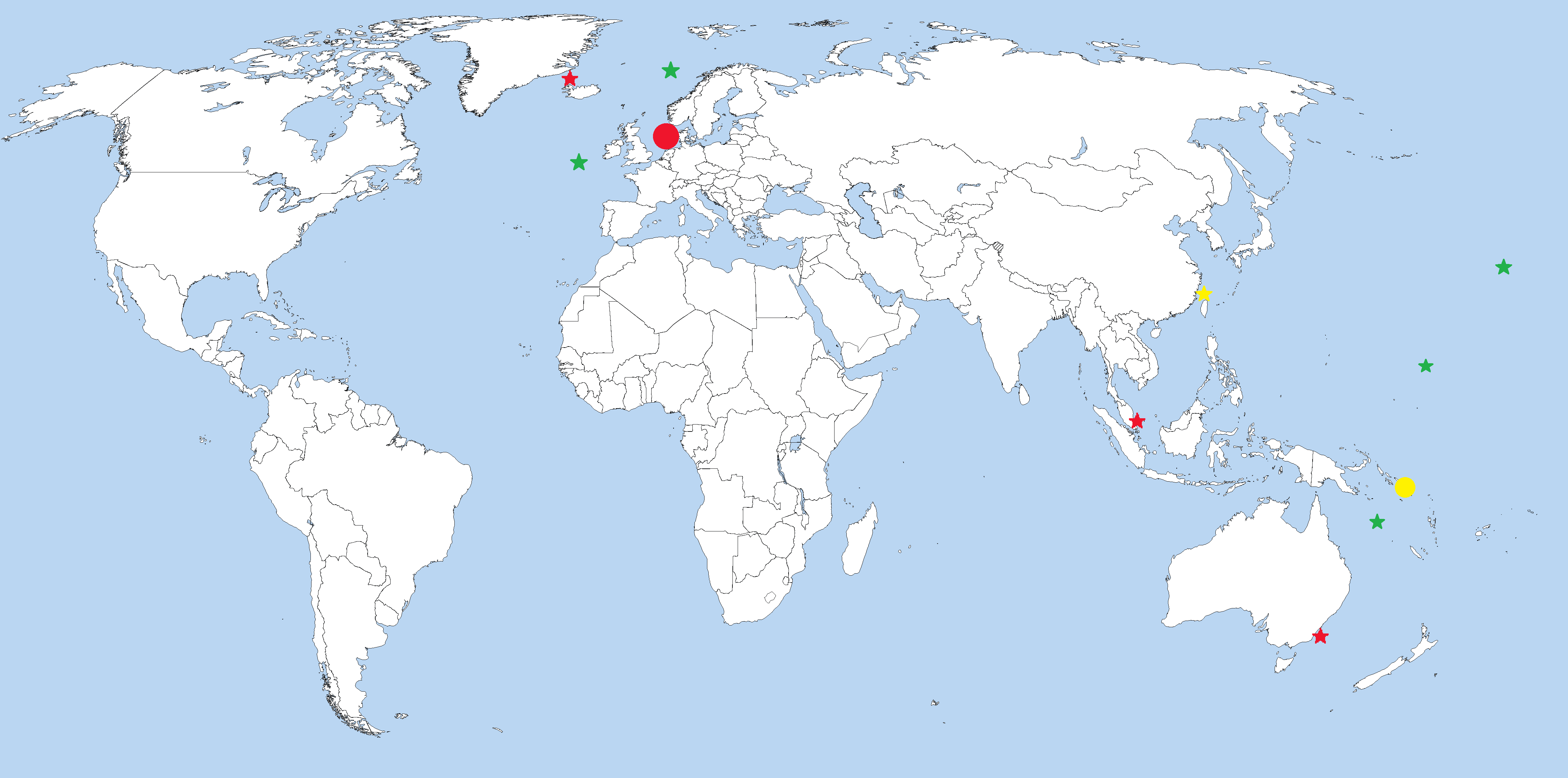
沉没战列巡洋舰的位置：
- 红色符号表示战列巡洋舰沉没位置。
- 绿色符号表示战列巡洋舰改装成航空母舰后沉没位置。
- 黄色符号表示战列巡洋舰改装成高速战列舰后沉没位置。

已沉没战列巡洋舰列表收录世界各国因各种原因沉没的战列巡洋舰。这些战列巡洋舰部分因战斗而被击沉，部分出于各种考虑而自沉，部分因战后试验或者和平应用而沉没。
沉没的战列巡洋舰都是始建于20世纪上半叶的大型主力舰，这些舰只或因战斗中被摧毁，或被凿沉，或者在武器试验中被摧毁。这些军舰在尺寸与建造成本上与战列舰相似，通常配备有相同规格的大口径舰炮，且通常比战列舰装备更轻量的装甲以获得更高的航速。

## 概述
最早期的战列巡洋舰作为一种介于战列舰与装甲巡洋舰之间的舰种，由英国于20世纪最初10年间开始发展起来。与此同时，无畏舰也紧跟在前无畏舰时代之后开始发展起来。战列巡洋舰最初的设计目标是追击较为老旧、速度较慢的装甲巡洋舰，并用战列舰等级的重型火炮将其摧毁。然而随着各国建造越来越多的战列巡洋舰，这些舰只的对手逐渐变成了与她们自身一样具有高航速和重火力的同类型军舰。
在第一次世界大战中，英国皇家海军设计建造并服役的战列巡洋舰装甲较为薄弱，在与装甲防护更为强大的德军战列巡洋舰对抗时并不占优势。在1916年日德兰海战中，英军为此损失了3艘战列巡洋舰，而德军仅损失了一艘“吕佐夫”号。一战停战后，德军凿沉了剩余的5艘战列巡洋舰以防落入英军之手。
在两次世界大战之间，各国于1922年共同签署了《华盛顿海军条约》。该条约对各方可以保留和建造的主力舰数量以及吨位做出了限制。在此期间，许多战列巡洋舰被退役报废并拆解。而澳大利亚皇家海军唯一保有的战列巡洋舰“澳大利亚”号也为了遵守条约而被凿沉。该条约允许当时各国在建的两艘战列巡洋舰改建为航空母舰，因此日本和美国利用这个机会对相关舰只实施改建工程。尽管并不在条约限制范围内，英国也还是将其旗下3艘战列巡洋舰改装成航空母舰。20世纪30年代时，日本将其剩下的4艘战列巡洋舰改造成高速战列舰。
在第二次世界大战中，各国海军旗下剩余的战列巡洋舰损失巨大。相比于第一次世界大战中仅4艘战列巡洋舰丧失于炮火之下，第二次世界大战中仅有两艘完全是被舰炮击毁。另有两艘战列巡洋舰被舰炮以及空中打击联合击毁，4艘单方面毁于空袭，两艘被潜艇击沉。其中最为巨大的损失是1941年与德国战列舰“俾斯麦”号对战时被击沉的英军“胡德”号战列巡洋舰，阵亡人数达1415人。二战结束时幸存下来的3艘战列巡洋舰中，有两艘战后就报废拆解，而“萨拉托加”号则是在1946年的核武器试验中被击沉。

## 损失

### 战损
最早损毁的战列巡洋舰出自第一次世界大战，发生在英国皇家海军与德意志帝国海军于1916年5月31日爆发的日德兰海战期间。此役中，英国海军三艘战列巡洋舰——“无敌”号、“不倦”号和“玛丽皇后”号都因中弹导致弹药库起火而殉爆，伤亡惨重。德军“吕佐夫”号在战斗中被英军数次击中水线以下部位导致舰体严重进水。最终在当天晚间时，“吕佐夫”号因进水过多有倾覆的可能而被下令弃船。之后由一艘德军驱逐舰以两枚鱼雷将该舰击沉。
战列巡洋舰这一舰种的舰只再次发生战损已经是四分之一个世纪后的第二次世界大战期间。这一次是英军拦截一支试图袭击大西洋补给线的德军舰队。1941年5月24日，丹麦海峡海战打响后不久，德国战列舰“俾斯麦”号的一枚炮弹击中了“胡德”号，导致后者弹药库爆炸，造成大量人员伤亡。半年后，英军“威尔士亲王”号战列舰和“却敌”号战列巡洋舰计划拦截抵近马来半岛的日本运输船团，结果中途被日本航空舰队发现并于12月10日双双遭鱼雷轰炸机击沉。
以下战列巡洋舰均在战斗中被击沉：
| 舰名                            | 所属海军       | 伤亡人数 | 沉没日期       | 位置     | 现状                                                                  | 纪念物 | 图片 |
| ------------------------------- | -------------- | -------- | -------------- | -------- | --------------------------------------------------------------------- | --- | --- |
| “无敌”号 （HMS Invincible）     | 英国皇家海军   | 1,026    | 1916年5月31日  | 北海     | “无敌”号断成两部分在177英尺（54）的海底                               | — | |
| “不倦”号 （HMS Indefatigable）  | 英国皇家海军   | 1,017    | 1916年5月31日  | 北海     | “不倦”号大部分已经被打捞，只有部分大块金属片仍然在183英尺（56）的海底 | 沉船中幸存下来的一条救生圈在曼彻斯特的帝国战争博物馆北馆展出                                               | |
| “玛丽皇后”号 （HMS Queen Mary） | 英国皇家海军   | 1,266    | 1916年5月31日  | 北海     | “玛丽皇后”号头朝下倒卧在196英尺（60）深的海底，舰体已经分成两段       | — | |
| “吕佐夫”号 （SMS Lützow）       | 德意志帝国海军 | 157      | 1916年6月1日   | 北海     | “吕佐夫”号倒扣在144英尺（44）深的海底，舰体相对完整                   | — | |
| “胡德”号 （HMS Hood）           | 英国皇家海军   | 1,415    | 1941年5月24日  | 丹麦海峡 | 残骸在9200英尺(2800米)深的海底                                        | “胡德”号的两门5.5英寸(140毫米)舰炮在改造过程中被移除，安装在阿森松岛上，炮台至今仍然保持着基本完好的状态。 | |
| “却敌”号 （HMS Repulse）        | 英国皇家海军   | 513      | 1941年12月10日 | 南海     | 以接近倾覆的姿态在177英尺（54）深的海底                               | — | Side view of a large warship with one mast and two funnels painted in alternating band of light and dark gray |

### 凿沉
有5艘德军战列巡洋舰在第一次世界大战后幸存下来，这五艘分别是“冯·德·坦恩”号、“毛奇”号、“赛德利茨”号、“德弗林格尔”号以及“兴登堡”号。这5艘战列巡洋舰在停战后与其他公海舰队残余舰只一起被扣押在斯卡帕湾内等待协约国与德国签订和平条约。然而舰队指挥官海军少将路德维希·冯·罗伊特认为英军在停战协定生效后就势必会扣留德军舰只，因此在1919年6月21日早晨就先发制人下令舰员凿沉这些军舰，以免她们落入英军之手。1924年，澳大利亚皇家海军按照《华盛顿海军条约》的规定自行凿沉了旗下唯一的一艘战列巡洋舰“澳大利亚”号。
以下战列巡洋舰均为舰员自行凿沉：
| 舰名                                | 所属海军         | 沉没日期      | 位置       | 现状                                          | 纪念物                                           | 图片 |
| ----------------------------------- | ---------------- | ------------- | ---------- | --------------------------------------------- | ------------------------------------------------ | ---- |
| “冯·德·坦恩”号 （SMS Von der Tann） | 德意志帝国海军   | 1919年6月21日 | 斯卡帕湾   | 1930年12月7日被捞起，并在罗赛斯拆解           | —                                                |      |
| “毛奇”号 （SMS Moltke）             | 德意志帝国海军   | 1919年6月21日 | 斯卡帕湾   | 1927年6月10日被捞起，并在罗赛斯拆解           | —                                                |      |
| “塞得利茨”号 （SMS Seydlitz）       | 德意志帝国海军   | 1919年6月21日 | 斯卡帕湾   | 1928年11月被捞起，并在罗赛斯拆解              | 舰钟在拉伯海军纪念馆                             |      |
| “德弗林格尔”号 （SMS Derfflinger）  | 德意志帝国海军   | 1919年6月21日 | 斯卡帕湾   | 1939年被捞起，之后于1946年拆解                | 舰钟在外赫布里底群岛的圣米迦勒教堂外             |      |
| “兴登堡”号 （SMS Hindenburg）       | 德意志帝国海军   | 1919年6月21日 | 斯卡帕湾   | 1930年7月22日被捞起，并于1930年至1932年间拆解 | 舰钟在拉伯海军纪念馆                             |      |
| “澳大利亚”号 （HMAS Australia）     | 澳大利亚皇家海军 | 1924年4月12日 | 悉尼角近海 | 依旧在水深1,332英尺（406）处                  | 现存各式文物，包括澳大利亚战争纪念馆收藏的螺旋桨 |      |

### 改造成其他舰种后沉没
后在20世纪20年代，一战结束后幸存的战列巡洋舰中有6艘（包括在建的3艘）都被改造为航空母舰。这其中包括英军勇敢级全部3艘。二战开始后不久的1939年9月17日，“勇敢”号就在使用舰载机搜索敌方潜艇时被德军潜艇U-29击沉。次年6月8日，其姊妹舰“光荣”号在北海被德军战列舰“沙恩霍斯特”号以及“格奈森瑙”号联手击沉。《华盛顿海军条约》中的一项条款允许每个签字国家将旗下两艘舰艇改装为航空母舰，因此美国海军选择了旗下航速较高的列克星敦级战列巡洋舰进行改造作业。在1942年5月8日的珊瑚海海役中，“列克星敦”号被两枚炸弹和两枚鱼雷击中。虽然该舰仅仅因此遭受了中度的损伤，但由于舰内存储的航空汽油的油罐受损，罐中泄露出来的油气引发了严重的火灾。舰员不得不被迫弃船，最终该舰被一艘美国驱逐舰以鱼雷击沉。“萨拉托加”号在二战后幸存，但作为美国海军第一批航空母舰，该舰被认为老旧过时，因此在“十字路口行动”中被用作核武器试验的靶舰。然而该舰在第一次试验中以几乎没有损坏的状态幸存下来，直至1946年7月25日的第二次试验才被最终击沉。
同样利用《华盛顿海军条约》将旗下战列巡洋舰改建成航空母舰的还有大日本帝國海軍。最初选中的舰只是在建中的天城级战列巡洋舰，但因地震的原因，最终完成的仅有一艘“赤城”号。该舰在1942年6月4日的中途岛海战中被三枚炸弹击中，引发舰体内严重的火灾，最终迫使舰员弃船。第二天早上由于舰体被评估无法修复而被以鱼雷击沉。
20世纪30年代，日本海军将旗下4艘金刚级战列巡洋舰改造成高速战列舰。1942年11月13日，在瓜达尔卡纳尔海战中，“比睿”号在极近距离发现美国巡洋舰和驱逐舰组成的舰队。在接下来的遭遇战中，该舰严重受损，不得不被姊妹舰“雾岛”号拖行离开。翌日晨，两舰都被美军飞机发现。在美军的轮番攻击下，“雾岛”号不得不放弃对“比睿”号的拖行作业。傍晚，在遭受又一轮的攻击后，“比睿”号舰长下令全员弃船并将该舰凿沉。离开“比睿”号后，“雾岛”号返回铁底湾，但在第二轮海战中遭遇美军战列舰“南达科他”号和“华盛顿”号。“华盛顿”号在极近距离向“雾岛”号开火，导致后者舰艉炮塔和船舵受损，水线以下部分也中弹。3个半小时后，严重进水的“雾岛”号倾覆。“金刚”号在莱特湾海战后返回日本，并于1944年11月21日在台湾海峡被美军海狮号潜艇以鱼雷击沉。1945年7月24日和28日，美军以及英军航空母舰舰载机对吴港发动了空袭。停泊在吴港内的“榛名”号在24日仅被一枚炸弹击中导致轻微损伤，却在28日被击中十几发炸弹，致使其坐沉在港内。战后，该舰于1946年初被打捞并拆解。
以下战列巡洋舰均被改建为战列舰或者航空母舰并最终沉没：
| 舰名                           | 所属海军       | 改建后舰种 | 伤亡人数 | 沉没日期       | 位置       | 现状                                                                               | 图片 |
| ------------------------------ | -------------- | ---------- | -------- | -------------- | ---------- | ---------------------------------------------------------------------------------- | ---- |
| “勇敢”号 （HMS Courageous）    | 英国皇家海军   | 航空母舰   | 519      | 1939年9月17日  | 西部航道   | 未知                                                                               |      |
| “光荣”号 （HMS Glorious）      | 英国皇家海军   | 航空母舰   | 1,207    | 1940年6月8日   | 北海       | 未知                                                                               |      |
| “列克星敦”号 （USS Lexington） | 美国海军       | 航空母舰   | 216      | 1942年5月8日   | 珊瑚海     | 断为3段，沉在海平面以下10,000英尺（3,000）深处。                                   |      |
| “赤城”号                       | 大日本帝国海军 | 航空母舰   | 267      | 1942年6月5日   | 中途岛近海 | 未知                                                                               |      |
| “比睿”号                       | 大日本帝国海军 | 战列舰     | 188      | 1942年11月14日 | 铁底湾     | 未知                                                                               |      |
| “雾岛”号                       | 大日本帝国海军 | 战列舰     | 212      | 1942年11月15日 | 铁底湾     | 倒扣在4,000英尺（1,200）深的海底，舰艏部佚失（与舰体主要部分分离，状况不明）。     |      |
| “金刚”号                       | 大日本帝国海军 | 战列舰     | 1,250    | 1944年11月21日 | 台湾海峡   | 未知                                                                               |      |
| “榛名”号                       | 大日本帝国海军 | 战列舰     | 65       | 1945年7月28日  | 吴港       | 1946年拆解                                                                         |      |
| “萨拉托加”号 （USS Saratoga）  | 美国海军       | 航空母舰   | 0        | 1946年7月25日  | 比基尼环礁 | 直立于海底，舰桥的顶部在水面以下50英尺（15），是潜水员可以接触到的最大型二战航母。 |      |

## 脚注

### 引文
1. ↑  Churchill，第245頁
2. ↑  Vandervat，第82頁
3. ↑  Garzke & Dulin，第127頁
4. ↑  Gröner，第31頁
5. ↑  Gille，第139頁
6. ↑  C.L.W Page 1961，第14–15頁
7. ↑  Jane's Fighting Ships 1940，第212–213頁
8. ↑  Sturton，第43頁
9. ↑  Breyer，第48–49頁
10. 1 2 3  日本海人社 & 世界近代战列舰史，第54頁
11. ↑  新华，第393頁
12. ↑  吴世民，第19頁
13. ↑  章骞，第445頁
14. ↑  Hore，第73頁.
15. 1 2  Duncan，第32頁
16. 1 2  Polmar & Genda，第50, 218頁
17. 1 2  中国海军百科全书编审委员会 1998，第344頁
18. 1 2  Stille，第16頁
19. ↑  日本海人社 & 世界近代战列舰史，第186頁
20. ↑  日本海人社 & 世界近代战列舰史，第110頁
21. 1 2  . HMS Hood Association.   [6 June 2013]. （原始内容存档于2019-04-23）.
22. ↑  王子午，第18頁
23. 1 2 3 4 5 6  Fry，第158-159頁
24. ↑  日本海人社 & 世界近代战列舰史，第24頁
25. ↑  日本海人社 & 世界近代战列舰史，第26頁
26. ↑  罗伯特，第72頁
27. ↑  江泓 & 英国战列巡洋舰全史，第98頁
28. ↑  日本海人社 & 世界近代战列舰史，第102頁
29. ↑  英军战列巡洋舰 1939-1945，第4頁
30. ↑  Campbell，第368–369頁
31. 1 2  Tarrant 2001，第249頁
32. ↑  日本海人社 & 世界近代战列舰史，第166頁
33. ↑  日本海人社 & 世界近代战列舰史，第106頁
34. ↑  英军战列巡洋舰 1939-1945，第2頁
35. ↑  Stephen，第70–80, 104–114頁
36. ↑  Campbell，第159頁
37. 1 2 3 4 5 6 7  Roberts，第122–123頁
38. 1 2 3 4 5  Duncan，第71頁
39. ↑  Tarrant 1986，第114頁
40. ↑  Campbell，第61頁
41. ↑  . Imperial War Museum.   [6 June 2013]. （原始内容存档于2021-05-13）.
42. ↑  Williams，第132頁
43. ↑  Tarrant 2001，第298頁
44. 1 2  Stephen，第80頁
45. ↑  Mearns & White，第195–196頁
46. ↑  . HMS Hood Association. 4 April 2010  [6 June 2013]. （原始内容存档于2021-05-09）.
47. ↑  Stephen，第114頁
48. 1 2  Stephen，第108頁
49. ↑  Denlay，第6頁
50. ↑  日本海人社 & 世界近代战列舰史，第49頁
51. ↑  日本海人社 & 世界近代战列舰史，第50頁
52. ↑  日本海人社 & 世界近代战列舰史，第52頁
53. ↑  PPxia，第22頁
54. ↑  GUNNM，第18頁
55. ↑  Herwig，第256頁
56. 1 2  Staff，第11頁
57. ↑  周定国，第825頁
58. ↑  Gröner，第54頁
59. 1 2 3 4 5  Staff，第17頁
60. 1 2  Gröner，第55頁
61. 1 2 3  Staff，第33頁
62. ↑  Gröner，第56頁
63. 1 2 3 4  Gröner，第57頁
64. ↑  . British Listed Buildings.   [7 June 2013]. （原始内容存档于2016-03-03）.
65. 1 2  Staff，第42頁
66. ↑  Duncan，第34頁
67. ↑  Sears, in Stevens, The Royal Australian Navy, p. 65
68. ↑  Duncan，第73頁
69. ↑  Duncan，第93–95頁
70. ↑  王子午，第96頁
71. ↑  Burt，第282–283頁
72. ↑  萨苏 & 章骞 2010，第237頁
73. ↑  刘精香 2013，第389頁
74. ↑  刘怡，第206頁
75. ↑  Burt，第297–298頁
76. ↑  Polmar & Genda，第218頁
77. ↑  Polmar & Genda，第218, 220頁
78. ↑  Polmar & Genda，第50, 218, 220頁
79. ↑  Parshall & Tully，第352–353, 463, 466頁
80. 1 2  Hackett, Bob; Kingsepp, Sander; Ahlberg, Lars. . Combinedfleet.com. 2010  [6 June 2013]. （原始内容存档于2019-05-14）.
81. ↑  关河五十州 2014，第221頁
82. ↑  日本海人社 & 世界近代战列舰史，第174頁
83. ↑  日本海人社 & 世界近代战列舰史，第172頁
84. ↑  Hackett, Bob; Kingsepp, Sander; Ahlberg, Lars. . Combinedfleet.com. 2010  [6 June 2013]. （原始内容存档于2012-02-19）.
85. ↑  日本海人社 & 世界近代战列舰史，第135頁
86. 1 2 3 4 5  Stille，第20頁
87. ↑  Jackson 2008，第27頁
88. 1 2 3  Burt，第289–290頁
89. ↑  尤丹婷 2019，第179頁
90. ↑  Winton，第200頁
91. 1 2  Rohwer，第26頁
92. 1 2 3  Polmar & Genda，第218, 220頁
93. ↑  . PaulAllen.com. 2018-03-05  [2018-12-14]. （原始内容存档于2019-08-01） （英语）.
94. ↑  . Lexington Minuteman. 2018-04-21  [2018-12-14]. （原始内容存档于2020-03-11） （英语）.
95. ↑  Parshall & Tully，第476頁
96. 1 2 3 4 5 6 7 8 9 10  Jentschura, Jung & Mickel，第35頁
97. ↑  Hackett, Bob. . Combinedfleet.com. 2012  [2013-06-06]. （原始内容存档于2020-07-19） （英语）.
98. ↑  . Bikini Atoll Divers.   [26 November 2012]. （原始内容存档于2013-10-16）.

## 期刊来源
- GUNNM. . 模型世界=Model world Miniatures (北京  ). 2013, (4): 18–24  [2020-02-22]. ISSN 1008-8016. （原始内容存档于2021-05-04） （中文（中国大陆））.
- PPxia; 晗琪. 赵天可 , 编. . 模型世界=Model world Miniatures (北京). 2013, (4): 22–27  [2020-02-22]. ISSN 1008-8016. （原始内容存档于2020-02-21） （中文（中国大陆））.